# Projekt 667A
Projekt 667A war eine Klasse sowjetischer SSBN-U-Boote während des Kalten Krieges. Die NATO bezeichnete die U-Boote als Yankee-Klasse. Projekt 667A wurde mehrfach modernisiert und schließlich durch das verbesserte Projekt 667B abgelöst.

## Projekt 667A „Nawaga“

### Entwicklungsgeschichte

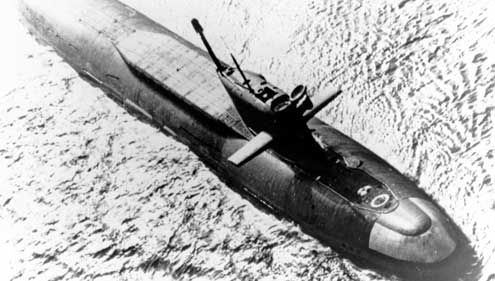
Ein Projekt-667A-Boot. Der Saliw-P-Eloka-Mast und das PZNG-8-Periskop sind ausgefahren. Die Abdeckung über dem Kreiselinstrument und dem Sextanten an der vorderen Turmkante ist geöffnet und nach Backbord abgeklappt.

1958 begann das Entwicklungsbüro OKB-18 „Rubin“ auf Befehl mit der Entwicklung eines neuen Typs von U-Booten mit ballistischen Raketen und nuklearem Antrieb, der das Projekt 658 ersetzen sollte. Nachteile dieses alten Entwurfs waren die hohe Geräuschentwicklung, der unzuverlässige Kernreaktor sowie die Beschränkung der mitgeführten Raketen auf eine geringe Größe und ebenso geringe Anzahl, da bei der Projekt 658 die Raketen noch im Turmaufbau untergebracht waren. Der neue Entwurf sollte diese Nachteile nicht mehr aufweisen und wurde als Projekt 667 „Nawaga“ (benannt nach der Fischart Eleginus nawaga aus der Familie der Dorsche) bezeichnet. Die NATO gab dem Projekt den Namen Yankee-Klasse (mit Auftauchen der Modifikationen wurde daraus Yankee-I-Klasse). Anfangs wurden zwei Versionen entwickelt, von denen eine für die Serienfertigung ausgewählt wurde. Im weiteren Verlauf der Entwicklung stellte sich heraus, dass der genehmigte Entwurf einige Fehler aufwies und überarbeitet werden musste. Als Resultat entstand ein komplett neu konstruierter Typ unter der Bezeichnung Projekt 667A. 1962 war die Entwicklung abgeschlossen, sodass der Bau mit Zustimmung der sowjetischen Marineführung beginnen konnte.

### Rumpf

Zeichnung der Seitenansicht von Projekt 667A

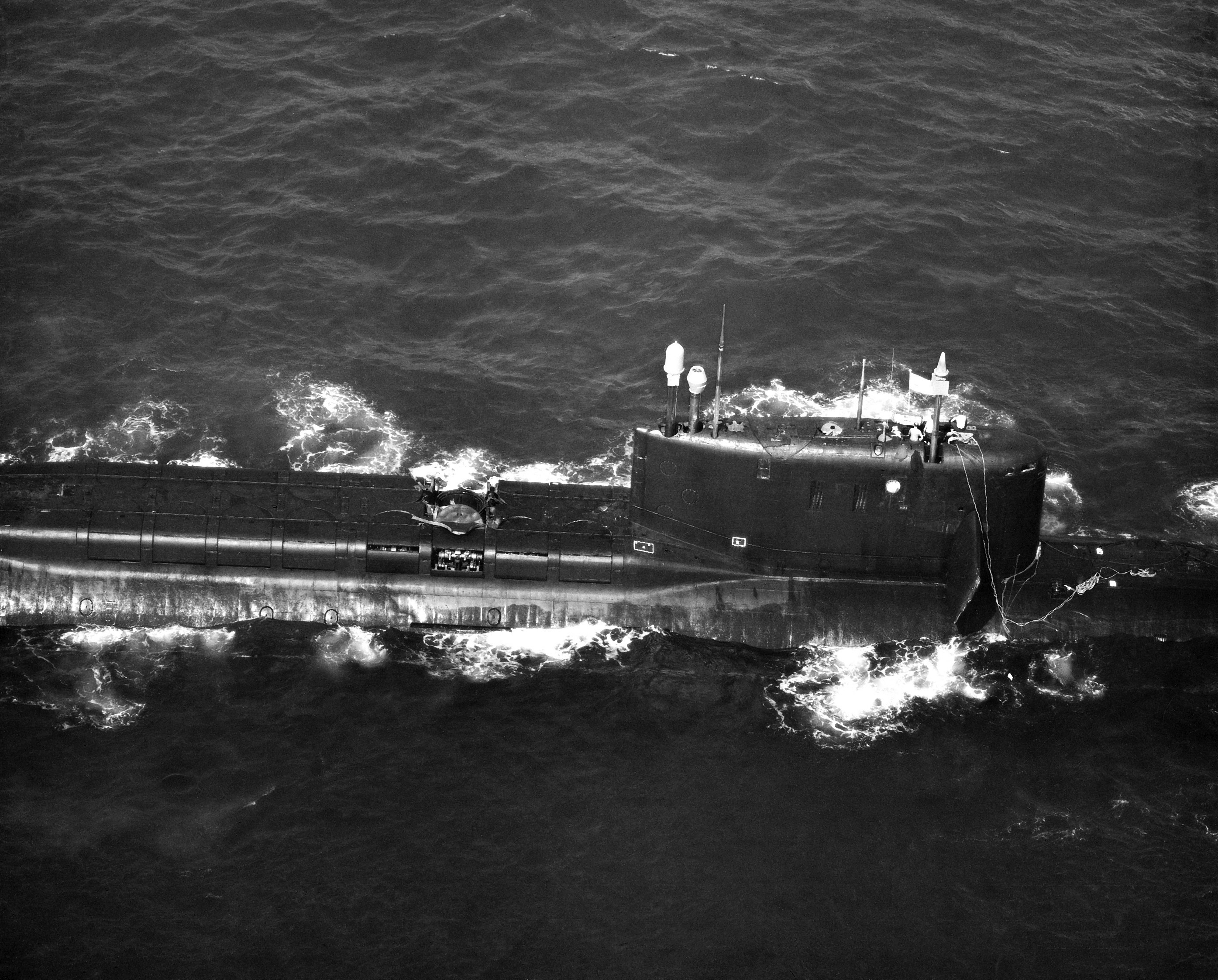
K-219, schwer beschädigt nach der Explosion am 3. Oktober 1986. Der Verschluss von Silo Nummer 6 fehlt und die beschädigten Verschlüsse der Silos 5 und 7 sind zu erkennen. Die geschlossene Klappe in der Mitte auf der Oberseite des Turms verbirgt den Sensor für den D-5U-Komplex und macht das Boot so als eines vom Projekt 667AU kenntlich.

Bei der Entwicklung legte man Wert auf Stromlinienförmigkeit. Im Vergleich zur Hotel-Klasse sind die horizontalen Tiefenruder am Turm angebracht. Der Rumpf war zylindrisch geformt und in zehn Abteilungen gegliedert. Der Hüllendurchmesser betrug an der breitesten Stelle der Boote 11,7 m.
Die Außenhülle des Druckkörpers bestand aus Stahl und war 40 mm stark, gestützt auf ein Gerippe aus 12 mm starken Spanten.
Die Besatzung wurde bei diesem Projekt erstmals komplett in Kabinen untergebracht, so dass sich Seeleute aller Dienstgrade zwischen ihren Wachen ausruhen konnten, ohne ständig von vorbeilaufenden Matrosen gestört zu werden. Weiter verbessert wurde die Unterbringung durch eine eigene Klimaanlage in jedem Abteil. Die Luftaufbereitung im Druckkörper funktionierte hier erstmals automatisch und die Platten, die in älteren Bootstypen die Luft gefiltert hatten und wegen ihrer leichten Entflammbarkeit mehrere Unfälle verursachten, fielen weg. Der Kohlendioxidanteil in der Atemluft wurde unter 0,8 % gehalten, der Sauerstoffanteil bei etwa 25 %.

### Antrieb
Der Hauptantrieb bestand aus zwei unabhängigen Einheiten (eine auf Backbord, eine auf Steuerbord), mit je einem Druckwasserreaktor und einer unabhängigen Dampfturbine. Die maximal mögliche Geschwindigkeit unter Wasser betrug 27 kn, reduzierte sich jedoch unter normalen Bedingungen auf 25 kn. Der Hilfsantrieb wurde zum Torpedoabschuss und als Notfall-Generator genutzt. Er lieferte auch die Energie, um im aufgetauchten Zustand die Systeme des Bootes in Bereitschaft zu halten.
Zur Geräuschreduzierung wurden neue kavitationsarme Propeller entwickelt. Zudem überzog man den Druckkörper (die innere Hülle) mit einem Mantel aus Gummi, um die Geräuschabstrahlung zu minimieren. Die äußere Hülle erhielt ebenfalls einen geräuschabsorbierenden Überzug. Zur Entkopplung des Hauptantriebs verwendete man Gummimatten, die zwischen den Montagepunkten der Antriebsplattform und dem Druckkörper platziert wurden.
Die Boote des Projekt 667A stellten sich als sehr laute U-Boote heraus. Durch die Konstruktion als Zweihüllenboot wirkte die äußere Hülle wie ein Resonanzkörper und verstärkte so den Lärm der Antriebsmaschinen. Damit waren die Boote deutlich lauter als die Diesel-U-Boote aus dem Zweiten Weltkrieg. Die Boote des Projekt 667A wurden regelmäßig durch SOSUS und durch Jagd-U-Boote der NATO entdeckt und verfolgt.

### Sensoren
Die Boote von Projekt 667A waren mit einem Gefechtsinformationssystem mit dem Codenamen „Wolke“ ausgestattet. Die Summe an Informationen, die von Sensoren oder über Funk aufgefangen wurden, konnten so ausgewertet werden. Eine Schleppantenne „Parawan“ konnte Funksignale bis zu einer Tauchtiefe von 50 m auffangen. Zur Navigation waren die ersten vier Serienboote noch mit dem Navigationssystem „Sigma“ ausgestattet. Jedoch konnte 1971 die Mannschaft von K-411 während eines Einsatzes am Nordpol mit diesem Navigationssystem nur unter größten Schwierigkeiten die Position feststellen.
Alle weiteren Boote wurden so mit dem satellitengestützten Navigationssystem „Tobol“ ausgerüstet. „Tobol“ lieferte verlässlichere Daten bei der Navigation in der Arktis und dem Pazifischen Ozean. Ebenso gestattete diese Modernisierung den Booten von Projekt 667A nun den Einsatz der Raketen in hohen Breitengraden (>85°), in denen das alte Sigma-System zu große Messfehler aufgewiesen hatte.
Das Sonarsystem auf Projekt 667A trug den Decknamen „Kertsch“ und den Marinecode MGK-100. Es wurde zwischen 1960 und 1963 entwickelt und erstmals auf Projekt 675 erprobt.

### Bewaffnung
Die Boote der 667A-Serie waren mit dem Raketenkomplex D-5 ausgestattet, der die 16 ballistischen Raketen des Typs R-27 in ihren Silos kontrollierte. Der Komplex war in den Abteilungen 4 und 5 des Bootes untergebracht. Ausnahme waren neun Boote, bei denen der verbesserte Raketenkomplex D-5U verbaut wurde. Die Boote mit diesem Komplex trugen dementsprechend R-27U-Raketen und die Bezeichnung Projekt 667AU „Quappe“ (russisch: Проект 667АУ „Налим“).
Das Boot durfte sich beim Raketenstart nicht tiefer als 50 m befinden und nicht schneller als 4 Knoten fahren. Die Raketen wurden in vier Salven gestartet. Die Vorbereitungszeit betrug acht Minuten und die Raketen wurden mit acht Sekunden Abstand gestartet. Nach jeder Salve benötigte das Boot drei Minuten, um wieder auf Starttiefe zu steigen, da das in die Silos eindringende Wasser das Boot abtauchen ließ. Zudem musste das Boot zwischen der zweiten und dritten Salve eine Pause von 20 bis 40 Minuten einhalten, um Wasser von den Tanks in die Startkanister zu pumpen.
Die R-27 besaß je nach Version eine Reichweite von 2400 km bis 3600 km und traf ihr Ziel mit einem Streukreisradius von 1,9 km.
Vier 533-mm- und zwei 400-mm-Torpedorohre am Bug waren zur Selbstverteidigung verbaut. Die 533-mm-Rohre konnten bis zu Tiefen von 100 Metern eingesetzt werden, während die 400-mm-Rohre gar bis in 250 Meter Wassertiefe verwendet werden konnten.
Projekt 667A führte sechzehn 533-mm- und vier 400-mm-Torpedos als Munitionsvorrat mit. Die Boote waren für diese Rohre bereits mit automatischen Ladevorrichtungen ausgerüstet. An Bord waren entweder moderne SET-65- oder SAET-60M-533-mm-Torpedos oder ältere Modelle, beziehungsweise der SET-40-Torpedo für die 400-mm-Rohre.
Weiterhin wurden hier erstmals serienmäßig Strela-2-Fliegerfäuste mitgeführt, um U-Jagd-Flugzeuge und Hubschrauber von der Oberfläche aus angreifen zu können.

### Aktueller Einsatzstatus
Als Ergebnis der SALT- und START-Gespräche wurden zunächst zwischen 1979 und 1994 alle mit ballistischen Raketen ausgerüsteten Einheiten von Projekt667A entweder außer Dienst gestellt oder zu Booten des Projekts 667AT umgerüstet. Heute befindet sich kein Boot des Projekts 667A und seiner Varianten mehr im Einsatz. 2010 wurde mit KS-411 das letzte Boot verschrottet.

## Subtypen und Umbauten von Projekt 667A

### Umrüstungen

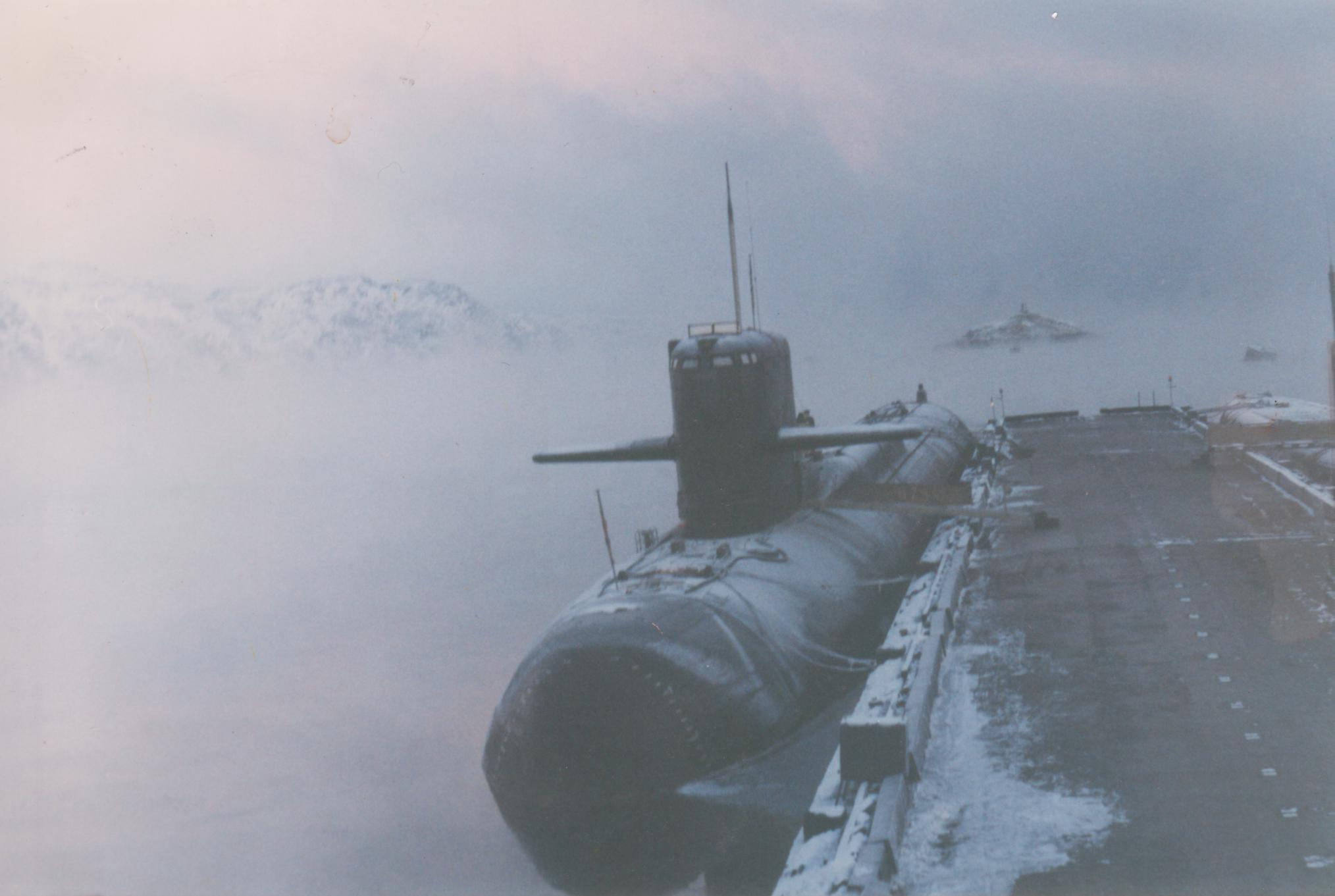
BC-411 Orenburg, Projekt 09774 im Jahr 2000 in der Olenja-Bucht

Von 34 gebauten Booten der Projekte 667A und 667AU wurden 10 umgerüstet:

### Projekt 667M „Andromeda“

Skizze von K-420 als Projekt 667M

Projekt 667M war die Bezeichnung für den Umbau des Bootes K-420 zum Erproben eines neuen Raketentyps. Das Boot trug zwölf 3M25A Meteorit-M-Marschflugkörper in um 45° geneigten Startrohren. Der Umbau der K-420 erfolgte in Sewerodwinsk zwischen Juni 1980 und Oktober 1982. Von 1983 bis 1987 wurden mit dem U-Boot Raketentests mit dem Meteorit-M-Marschflugkörper durchgeführt. Nach anhaltenden Problemen mit dem Marschflugkörper sowie mit dem Inkrafttreten des INF-Vertrages wurde das Projekt 1988 beendet. Die NATO bezeichnete das umgebaute Boot als Yankee-Sidecar–Klasse.
Die Schiffslänge erhöhte sich auf 152 Meter. Die Wasserverdrängung des Bootes erhöhte sich auf 13.600 Tonnen in getauchtem Zustand.

### Projekt 667AM „Nawaga-M“

Skizze von K-140 nach 1984 als Projekt 667AM

Als im Jahr 1977 der erste sowjetische Raketenkomplex mit Feststoffraketen unter der Bezeichnung D-11 fertiggestellt wurde, rüstete man ein Boot von Projekt 667A, die K-140, 1980 bis 1983 auf diesen Komplex um. Die K-140 lief als Typschiff unter der Klassenbezeichnung Projekt 667AM. Die NATO klassifizierte es als Yankee-II-Klasse.
Das umgebaute Boot verfügte nun über zwölf ballistische Raketen des Typs R-31. Die maximale Starttiefe für diese Raketen lag bei 50 m. 
Das zusätzliche Gewicht, das mit den Neuerungen einherging, erhöhte die Verdrängung des Bootes auf 9.600 Tonnen in getauchtem Zustand.

### Projekt 667AT „Gruscha“

Skizze von Projekt 667AT

Zwischen 1982 und 1991 wurden sechs Projekt 667 Boote (K-253, K-395, K-423 für die Nord- und K-408, K-236, K-399 für die Pazifikflotte) mit Startern für S-10 Granat Marschflugkörper ausgerüstet. Die Interkontinentalraketen wurden entfernt und an ihrer Stelle insgesamt 8 Startbehälter für die S-10 eingebaut. Die Boote verfügten so über insgesamt 40 Flugkörper und wurden mit der neuen Bezeichnung Projekt 667AT „Gruscha“ (dt.: Birne) versehen. Die NATO nannte die Boote des Projekts Yankee-Notch-Klasse. Diese Boote waren nun keine SSBN mehr, sondern gehörten mit ihren neuen Fähigkeiten zur Gruppe der SSGN U-Boote.
Die Wasserverdrängung stieg in getauchtem Zustand auf 11.400 Tonnen an und die Boote wurden auf 141,7 Meter verlängert.
Alle U-Boote des Projekts 667AT wurden bis 2002 außer Dienst gestellt.

### Projekt 667AK „Akson-1“

Skizze von K-403 ab 1983 als Projekt 667AK

Ein Projekt-667A-Boot, die K-403, wurde zwischen 1981 und 1983 zum Projekt 667AK umgerüstet. Der Rumpf wurde um knapp 3 m verlängert, um ein Schleppsonar zu erproben, wie es auf den Booten des Projekts 971 (Akula-Klasse) Verwendung findet. Weiterhin wurden zwei Interkontinentalraketen entfernt.
Diese Maßnahme wurde als Projekt 667AK „Akson-1“ (dt.: Axon) bezeichnet. Die NATO nannte die Klasse Yankee-Pod-Klasse. Ein zweiter Umbau des gleichen Bootes erfolgte von 1985 bis 1988 unter der Bezeichnung Projekt 09780 „Akson-2“.

### Projekt 09774

Skizze von BC-411 als Projekt-09774-Boot

Projekt 09774 war ein Umbau des Bootes BC-411, der zwischen 1983 und 1990 vorgenommen wurde. Der Rumpf wurde auf 162,5 Meter verlängert, um als Träger für Mini-U-Boote und als Basis für Forschungsmissionen zu fungieren. Die Bewaffnung wurde entfernt und moderne Sonar- und Kommunikationssysteme verbaut. Die NATO gab dem Boot die Bezeichnung Yankee-Stretch-Klasse.

### Projekt 09780 „Akson-2“

Skizze von K-403 als Projekt 09780 „Akson-2“

Eine erneute Modernisierungsmaßnahme war Projekt 09780. Die Umbauten zu dem Projekt vergrößerten den Bug des U-Bootes, um Platz für eine neue Generation von Sonarsystemen zu schaffen. Der Rumpf wurde auf 151,8 Meter verlängert, die Wasserverdrängung erhöhte sich auf 8.675 Tonnen in aufgetauchtem Zustand. Die Modernisierung war ein ambitioniertes Projekt, das auch den Einbau von Glasfaserkabeln und umfassende Maßnahmen zur elektronischen- und akustischen Emissionsdämmung beinhaltete.
Ob im Zuge der Umbauarbeiten auch eine Veränderung der Torpedobewaffnung stattfand, ist umstritten.
Die K-403 wurde zwischen 1991 und 1995 umgebaut, jedoch war das Sonarsystem nicht verfügbar, so dass das Boot mit umgebauten Rumpf, aber ohne das moderne Sonar wieder in die Flotte eingegliedert wurde. K-415 war zur Modernisierung vorgesehen, der Umbau wurde jedoch 1987 eingestellt. Die NATO gab dem Boot, basierend auf dem vergrößerten Bug, die Bezeichnung Yankee-Big-Nose-Klasse.

## Einheiten

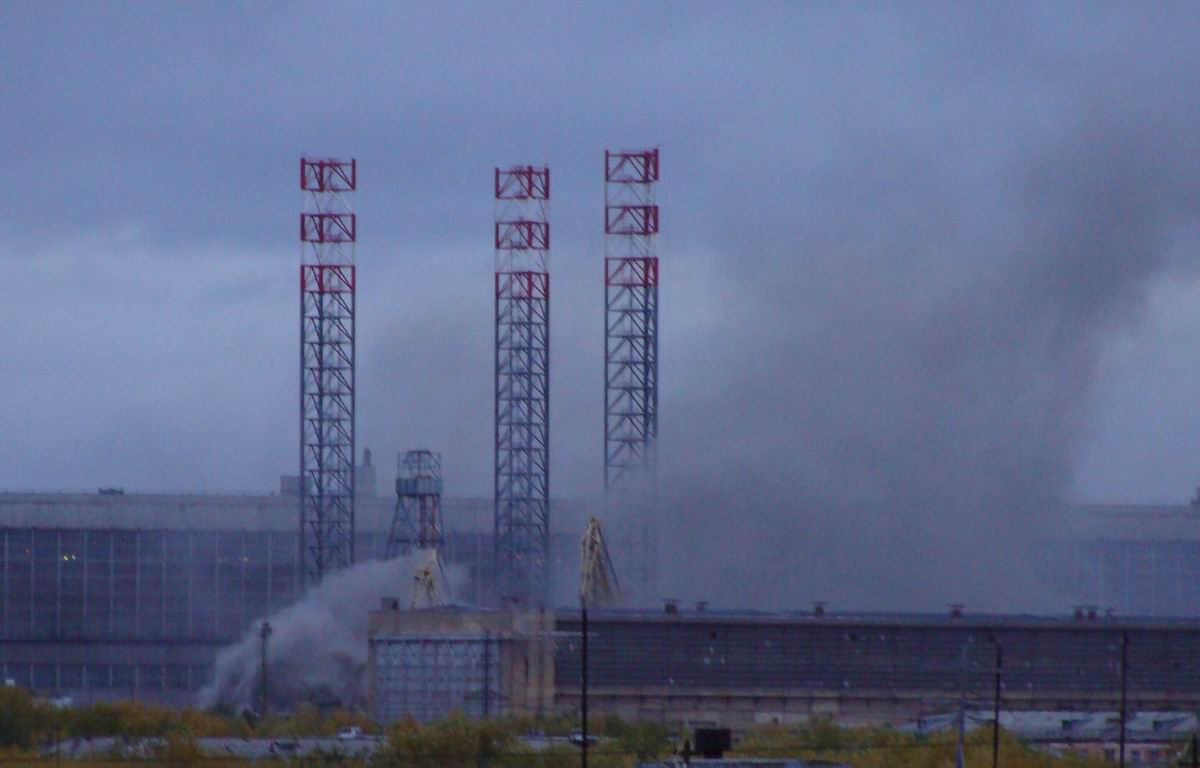
Rauchschwaden am 6. Oktober 2009 über der Werft „Stern“ während des Brandes auf KS-403

Auswahl:

### K-403
K-403 wurde am 18. August 1969 in Sewerodwinsk auf Kiel gelegt und lief am 25. März 1971 vom Stapel. Sie wurde der Nordflotte zugeteilt und zwischen 1980 und 1983 zum Projekt 667AK umgebaut. Sie erhielt die Nummer KS-403 und wurde nach einigen Erprobungen 1991 bis 1995 zum Projekt 09780 modernisiert. Ab 1996 war sie wieder im Dienst und erhielt 1997 den Namen Kasan. 2004 wurde sie außer Dienst gestellt und zur Werft „Stern“ zum Abwracken verlegt. Im Sommer 2009 wurden die Brennstäbe aus den Reaktoren entfernt. Am 6. Oktober 2009 brach bei Schweißarbeiten während der Demontage der Sonaranlage ein Feuer aus, als sich Dämmmaterial entzündete. Der Brand konnte erst nach sechs Stunden gelöscht werden. Im Jahr 2010 war die Entsorgung des Bootes weitgehend abgeschlossen. Ein Teil des Turms wurde für die Verwendung in einer späteren Gedenkstätte erhalten.

### K-219
Das Boot wurde am 28. Mai 1970 in Sewerodwinsk auf Kiel gelegt und lief am 18. Oktober 1971 vom Stapel. K-219 wurde der Nordflotte zugeteilt. Am 31. August 1973 ereignete sich ein Zwischenfall bei dem ein Raketensilo volllief und giftige Dämpfe einige Seeleute vergifteten. Am 18. September 1986 gab es während einer Patrouille im Atlantik eine automatische Meldung über Wasser im Raketensilo 6. Das Wasser wurde abgepumpt, aber die Ursache des Wassereinbruchs wurde nicht festgestellt. Am 3. Oktober ereignete sich um 5:38 Uhr in Raketensilo Nummer 6 eine Explosion. Zwei Seeleute wurden sofort getötet, ein weiterer starb, als er vom folgenden Wassereinbruch im Raketenraum überrascht wurde. Das Boot tauchte auf und setzte einen Notruf ab. Die Marine entsandte daraufhin den Schlachtkreuzer Kirow und mehrere Unterstützungsschiffe. Eindringendes Wasser und ein schwelendes Feuer verursachten Kurzschlüsse und die Zentrale verlor den Kontakt zu vier Abteilungen. Nur ein Reaktor konnte automatisch abgeschaltet werden, beim anderen versagte der Mechanismus und ein Seemann musste die Steuerstäbe per Hand wieder flott machen, wobei er tödlich verstrahlt wurde. Am 5. Oktober traf ein Schlepper ein und übernahm den Großteil der Besatzung. Es kam zu weiteren Wassereinbrüchen und die Schlepptrosse riss. K-219 war nicht mehr zu halten und ging am 6. Oktober 1986 mitten im Atlantik unter.

## Belege und Verweise